# 2000-2010: The Golden Age of Consumerism
2000-2010: The Golden Age of Consumerism è il quarto album in studio del gruppo elettronico genovese port-royal, pubblicato nel 2011 dall'etichetta americana n5MD.
L'album è un'imponente raccolta di materiale di difficile reperibilità (pubblicato originariamente in vari EP e compilation dal 2002 al 2010), corredato da tre brani inediti, a mo' di dispensa destinata a integrare, aggiornandola ai più recenti sviluppi, un'ideale cronistoria del percorso della band parallelo ai più noti capisaldi rappresentati dai suoi tre album ufficiali in studio.
Il tutto è racchiuso nei due cd pieni zeppi di musica di "2000-2010: The Golden Age Of Consumerism", equamente ripartiti tra pezzi originali e remix dalla stessa effettuati su brani di un ventaglio di artisti più o meno noti al grande pubblico e più o meno affini al consolidato profilo della band genovese.

## Tracce

### CD1
1. Gelassenheit - 03:34
2. Regine Olsen - 06:29
3. Divertissement - 05:16
4. Geworfenheit - 04:51
5. Roliga Timmen [2003 Version] - 04:42
6. Stasi - 02:32
7. The Beat Of The Tiger - 04:05
8. Song Of Megaptera [port-royal Vs Selaxon Lutberg]
9. Eva Green - 04:12
10. Ernst Bloch - 08:44
11. Agent 008 Codename Littlehorses (Aka The Lazybones) - 03:54
12. Severnaya - 03:43
13. Electric Tears (Nothing's Gonna Change) - 06:50
14. Gunther Anders [Extended Version] - 11:11
15. Hans Kelsen - 05:59

### CD2 [remixes]
1. AK Kids - Shree Bang Special - 05:52
2. Felix Da Housecat - We All Wanna Be Prince - 03:15
3. Cruiser - You+Me+Ever - 04:31
4. Dag For Dag - Hands And Knees - 02:41
5. Blown Paper Bags - E-ink P-ride - 03:24
6. Ladytron - Tomorrow - 03:30
7. Tre Allegri Ragazzi Morti - La faccia della Luna - 04:16
8. D_rradio - Long Way Home - 04:26
9. Millimetrik - Les Protagonistes Du Rien - 05:15
10. Illuminated Faces - Damage - 03:41
11. Felix - Back In Style - 04:04
12. Jatun - Blanket Of Ash - 05:34
13. Absent Without Leave - Blind - 04:30
14. Il Cielo Di Bagdad - L'ultimo Gesto - 03:58
15. Televise - If I Told You - 04:03
16. Dag For Dag - I Am The Assassin - 04:45
17. Bitcrush - Of Embers - 06:13
18. Inlandsis - Frequentations - 05:46

## Formazione
- Attilio Bruzzone (chitarra, tastiere, basso, programming, voce)
- Ettore Di Roberto (pianoforte, tastiere, programming, voce)
- Emilio Pozzolini (campionatore, samples, programming)
- Sieva Diamantakos (effetti visivi, regia videoclip)